# The Twilight Saga: Breaking Dawn Part 2 (soundtrack)
The Twilight Saga: Breaking Dawn Part 2 - Original Motion Picture Soundtrack is de originele soundtrack van de film The Twilight Saga: Breaking Dawn Part 2 uit 2012. Het album werd op 9 november 2012 uitgebracht.
Het album bevat alternatieve rock, elektronische muziek, indie, en popmuziek die in de film is gebruikt en werd geproduceerd door Alexandra Patsavas en Paul Katz. Het album werd door Chop Shop Records uitgebracht in samenwerking met Atlantic Records. Ook bevat het album één nummer met de originele filmmuziek van Carter Burwell. Het album ontving drieënhalve ster op de AllMusic Rating. In de Amerikaanse Billboard 200 haalde het album de derde plaats.

## Nummers
| Nr. | Titel                     | Artiest(en)                           | Duur |
| --- | ------------------------- | ------------------------------------- | ---- |
| 1   | Where i Come From         | Passion Pit                           | 3:39 |
| 2   | Bittersweet               | Ellie Goulding                        | 3:56 |
| 3   | The Forgotten             | Green Day                             | 4:59 |
| 4   | Fire in the Water         | Feist                                 | 2:30 |
| 5   | Everything and Nothing    | The Boom Circuits                     | 4:25 |
| 6   | The Antidote              | St. Vincent                           | 3;39 |
| 7   | Speak Up                  | POP ECT                               | 4:40 |
| 8   | Heart of Stone            | Iko                                   | 3:53 |
| 9   | Cover Your Tracks         | A Boy and His Kite                    | 4:31 |
| 10  | Ghosts                    | James Vincent McMorrow                | 3:45 |
| 11  | All I've Ever Needed      | Paul McDonald & Nikki Reed            | 3:56 |
| 12  | New for You               | Reeve Carney                          | 3:10 |
| 13  | A Thousand Years (Part 2) | Christina Perri featuring Steve Kazee | 5:07 |
| 14  | Plus que ma propre vie    | Carter Burwell                        | 4:15 |

## Hitnoteringen
Overzicht van het album in diverse hitlijsten.
| Land             | Hoogste positie |
| ---------------- | --------------- |
| Australië        | 11              |
| België (Vl.)     | 39              |
| België (Wa.)     | 32              |
| Canada           | 14              |
| Denemarken       | 21              |
| Duitsland        | 14              |
| Frankrijk        | 22              |
| Hongarije        | 30              |
| Nederland        | 70              |
| Nieuw-Zeeland    | 24              |
| Oostenrijk       | 10              |
| Spanje           | 25              |
| Verenigde Staten | 3               |
| Zwitserland      | 23              |

## The Twilight Saga: Breaking Dawn Part 2 - The Score
The Twilight Saga: Breaking Dawn Part 2 - The Score is de originele soundtrack die bestaat uit de volledige filmmuziek van de film The Twilight Saga: Breaking Dawn Part 2 uit 2012. Het album werd gecomponeerd door Carter Burwell en is de tweede soundtrackalbum met de muziek van de gelijknamige film.
Burwell was samen met John Ashton Thomas ook verantwoordelijk voor de orkestratie en als dirigent voor het orkest.

### Nummers
| Nr. | Titel                                   | Duur |
| --- | --------------------------------------- | ---- |
| 1   | Twilight Overture                       | 3:02 |
| 2   | A World Bright and Buzzing              | 1:12 |
| 3   | The Lamb Hunts the Lion                 | 1:59 |
| 4   | Meet Renesmee                           | 2:43 |
| 5   | Here Goes Nothing                       | 0:59 |
| 6   | Sparkles at Last                        | 1:04 |
| 7   | Catching Snowflakes                     | 1:41 |
| 8   | The Immortal Children                   | 2:01 |
| 9   | Merchant of Venice                      | 0:44 |
| 10  | Into the White                          | 1:04 |
| 11  | Renesmee's Lullaby / Something Terrible | 3:03 |
| 12  | A Way with the World                    | 1:38 |
| 13  | The Amazon Arrivés                      | 1:00 |
| 14  | A Yankee Vampire                        | 1:07 |
| 15  | Cloud Forest                            | 1:23 |
| 16  | Witnesses                               | 1:37 |
| 17  | We Will Fight                           | 0:57 |
| 18  | Shield Training                         | 2:09 |
| 19  | At Bedtime a Child Asks About Death     | 1:14 |
| 20  | Decoding Alice                          | 1:45 |
| 21  | The Driving Question                    | 1:09 |
| 22  | Present Time                            | 2:11 |
| 23  | This Extraordinary life                 | 2:11 |
| 24  | Gathering in Snow                       | 2:45 |
| 25  | She Is Not Immortal                     | 0:53 |
| 26  | Reading Edward                          | 0:55 |
| 27  | Magnifica                               | 1:10 |
| 28  | Irina Loses Her Head                    | 2:52 |
| 29  | Aro's Oration                           | 2:48 |
| 30  | A Kick in the Head                      | 0:58 |
| 31  | Exacueret Nostri Dentes in Filia        | 1;48 |
| 32  | Chasing Renesmee                        | 1:20 |
| 33  | A Crack in the Earth                    | 2:24 |
| 34  | Aro's End                               | 1:52 |
| 35  | That's Your Future                      | 0:52 |
| 36  | Such a Prize                            | 3:25 |

### Hitnoteringen
| Land       | Hoogste positie |
| ---------- | --------------- |
| Duitsland  | 55              |
| Oostenrijk | 48              |